# Гаррисон, Гарри
Га́рри Га́ррисон (англ. Harry Harrison), настоящее имя Ге́нри Ма́ксвелл Де́мпси (Henry Maxwell Dempsey; 12 марта 1925 года, Стамфорд, США — 15 августа 2012 года, Брайтон, Англия) — американский писатель-фантаст и редактор.

## Биография

### Семья
Родился 12 марта 1925 года в Коннектикуте. Мать — учительница Рия Кирьясова (англ. Ria H. Kirjassoff, 1886—1982), родилась в Риге, где её дед был раввином. Её отец, часовщик Натан Кирьясов, перебрался в Уотербери (штат Коннектикут) из Санкт-Петербурга с женой Дорой (урожд. Каган), тремя сыновьями (Меером, Луисом Соломоном и Максом Дэвидом) и тремя дочерьми (Риа, Беатриса, Роза). Все три сына окончили Йельский университет, а Макс Дэвид Кирьясов (1888—1923) стал дипломатом и, будучи консулом США в Японии, погиб вместе с женой во время землетрясения в Йокогаме. Сам Гаррисон полагал, что предками его матери были испанские евреи.
Отец Гарри Гаррисона — печатник Генри Лео Демпси из Онейды (штат Нью-Йорк) — был наполовину ирландцем, вскоре после рождения сына сменил фамилию на Гаррисон (англ. Leo Harrison). Когда он пошёл регистрировать новорожденного, то записал его как Генри Максвелл Демпси, семье сказав, что мальчика нарекли Гарри Гаррисоном. Обнаружилось это лишь когда Гаррисон уже был подростком. Таким образом, это был единственный в мире писатель, использовавший в качестве псевдонима свою настоящую фамилию — Демпси.
С 1954 года женат на Джоан Гаррисон (урождённой Мерклер, 1930—2002). Родители жены родом из Бобруйска (мать) и Венгрии (отец).
В браке родилось двое детей — сын Тодд (1955) и дочь Мойра (1959).

### Творческий путь
Когда ему было два года, семья перебралась в Бруклин (где дед открыл ювелирный магазин), и ещё через три года в Джамейку (Квинс). После окончания средней школы в Форест-Хилс служил в ВВС США (1943—1946), получил звание сержанта. По собственному признанию в многочисленных интервью, после четырёх лет в качестве инструктора стрельбы возненавидел армию, что получило своё отражение в его романах.
Учился в школе карикатуристов и иллюстраторов (1946—1948), брал частные уроки живописи. В разные годы работал художником, редактором, а с 1956 года — профессиональным литератором. Гарри Гаррисон вместе со своей семьёй объехал более 50 стран, они долгое время прожили в Англии, Мексике, Дании, Италии и в других странах Европы. В последние годы он жил в Ирландии, вблизи Дублина, а после смерти жены (умерла от рака в 2002 году) из-за ухудшения здоровья переехал в дом престарелых близ города Льюис в графстве Восточный Суссекс.
Гарри Гаррисон являлся активным сторонником языка эсперанто, который использовал и во многих своих романах как язык будущего. Член Всемирной ассоциации эсперанто, почётный член Esperanto-USA, почётный председатель эсперанто-ассоциации Ирландии. В одном из интервью признался, что может сказать на 20 языках: «Принесите мне, пожалуйста, пинту пива». Кроме эсперанто, свободно говорил на 7 языках.
Неоднократно бывал в России и Беларуси на съездах и мероприятиях писателей-фантастов стран СНГ.
Умер 15 августа 2012 года.

## Награды, премии, должности

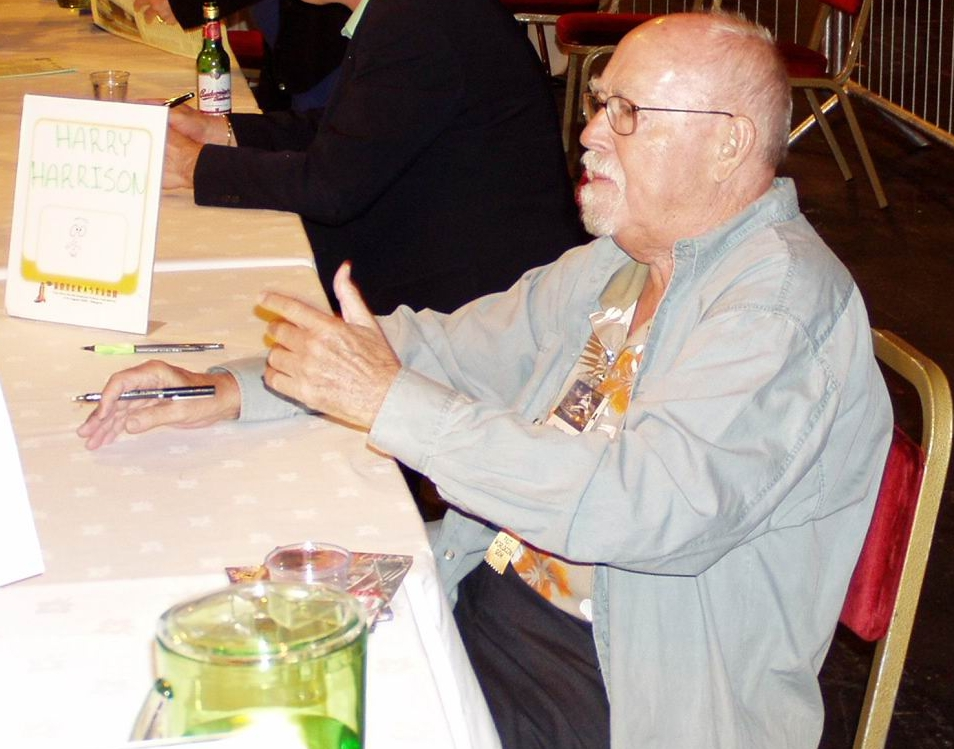
Гарри Гаррисон в Глазго, 2005 год

- Вице-президент общества «Американские писатели научно-фантастического жанра» (1968—1969).
- Почётный патрон Всемирной Ассоциации Эсперанто.
- Член Британской Научно-Фантастической Ассоциации.
- Рыцарь ордена св. Фантония.
- Основатель и президент «Всемирной НФ» — международной организации, объединяющей профессионалов жанра.
- Лауреат премии «Небьюла» (1973) — за фильм «Soylent Green», поставленный по роману «Подвиньтесь! Подвиньтесь!».
- Обладатель премии журнала «Локус» (1974) — за составление антологии научной фантастики памяти Дж. Кэмпбелла (Astounding, изд-во Random House, 1973).
- Грандмастер Небьюлы (Damon Knight Memorial Grand Master Award, 2008) — за особые пожизненные заслуги в области научной фантастики.

### Романы
- Чума из космоса (Jupiter Plague). Впервые опубликовано как Plague from Space (1965)
- Вендетта для Святого (Vendetta for the Saint) (1965)
- Подвиньтесь! Подвиньтесь! (Make Room! Make Room!) (1966). По его мотивам в 1973 году снят научно-фантастический фильм «Зелёный сойлент».
- Фантастическая сага (The Technicolor Time Machine) (1967)
- Пленённая вселенная (Captive Universe) (1969)
- Врач космического корабля (Spaceship Medic) (1970)
- Далет-эффект (The Daleth effect (In Our Hands, the Stars)) (1970)
- Стоунхендж (Stonehenge (1972) (Stonehenge: Where Atlantic Died (1983)). Написано в соавторстве с Леоном Стовером (Leon Stover)
- Да здравствует Трансатлантический туннель! Ура! (A Transatlantic Tunnel, Hurrah!) (1972)
- Звездные похождения галактических рейнджеров (Star Smashers of the Galaxy Rangers) (1973)
- Человек из С.В.И.H. и Р.О.Б.О.Т. (The Man from P.I.G. and R.O.B.O.T.) (1974)
- Калифорнийский айсберг (The California Iceberg) (1975)
- Падающая звезда (Skyfall) (1976)
- Спасательная шлюпка (Lifeboat). Написано в соавторстве с Гордоном Р. Диксоном (1977)
- История планеты (Planet Story) (1978)
- QE2 не достигает цели (The QEII is Missing) (1982)
- Цель вторжения: Земля (Invasion: Earth) (1982)
- Время для мятежника (A Rebel in Time) (1983)
- Выбор по Тьюрингу (The Turing Option). Написано в соавторстве с Марвином Мински (1992)

### Серия «Мир смерти»
- Неукротимая планета (Deathworld) (1960)
- Специалист по этике (The Ethical Engineer) (1964)
- Конные Варвары (Horse Barbarians) (1968)
- Линкор в нафталине (The Mothballed Spaceship) (рассказ, 1973)
- Возвращение в Мир Смерти (Return to Deathworld). Написано Антом Скаландисом в формальном соавторстве с Гарри Гаррисоном, издано только в России и Литве (1998)
- Мир Смерти на пути богов. Написано Антом Скаландисом в формальном соавторстве с Гарри Гаррисоном, издано только в России (1997)
- Мир Смерти против флибустьеров (Deathworld vs. Filibusters).  [Состоит из 2-х книг: 1. Флибустьерский рай; 2. Ад для флибустьеров]. Написано в формальном соавторстве с Антом Скаландисом, издано только в России и Литве (1998)
- Мир Смерти и твари из Преисподней (The Creatures from Hell). [Состоит из 2-х книг: 1. Люди страшнее монстров; 2. Парад феноменов]. Написано в формальном соавторстве с Антом Скаландисом, издано только в России (1999)
- Мир Смерти. Недруги по разуму (Deathworld 7: Foes in Intelligence). Написано в формальном соавторстве с Михаилом Ахмановым, издано только в России (2001)

### Серия «Эдем»
- Запад Эдема (West of Eden) (1984)
- Зима в Эдеме (Winter in Eden) (1986)
- Возвращение в Эдем (Return to Eden) (1989)
- Заря бесконечной ночи (Dawn of the Endless Night) (рассказ, 1992)

### Серия «Молот и крест»
Написано в соавторстве с Джоном Холмом. Джон Холм — псевдоним Тома Шиппи, известного филолога и автора ряда исследовательских работ о Толкине.
- «Молот и крест» (The Hammer and the Cross) (1993)
- «Крест и король» (One King’s Way) (1994)
- «Король и император» (King and Emperor) (1996)

При издании цикла на русском языке в 1997—1998 годах издательство «Азбука» разбило третью книгу «Король и император» на две: «Король и император» и «Император и молот». В дальнейшем аналогично поступило издательство «Эксмо» при переиздании этих книг в серии «Знак Единорога».

### Серия «Стальная Крыса»
Список соответствует внутренней хронологии цикла:
1. Рождение Стальной Крысы (A Stainless Steel Rat is Born) (1985)
2. Стальная Крыса идет в армию (The Stainless Steel Rat Gets Drafted) (1987)
3. Стальная Крыса поёт блюз (The Stainless Steel Rat Sings the Blues) (1994)
4. Стальная Крыса (The Stainless Steel Rat) (1966)
5. Месть Стальной Крысы (The Stainless Steel Rat’s Revenge) (1970)
6. Стальная Крыса спасает мир (The Stainless Steel Rat Saves the World) (1972)
7. Ты нужен Стальной Крысе (The Stainless Steel Rat Wants You) (1978)
8. Стальную Крысу — в Президенты! (The Stainless Steel Rat for President) (1982)
9. Стальная Крыса отправляется в ад (The Stainless Steel Rat Goes to Hell) (1996)
10. Стальная Крыса на манеже (The Stainless Steel Rat Joins the Circus) (1998)
11. Новые приключения Стальной Крысы (The Stainless Steel Rat Returns) (2010)

Рассказы о Стальной Крысе
- Четвёртый закон роботехники (The Fourth Law of Robotics) (1989)
- Золотые годы Стальной Крысы (The Golden Years of the Stainless Steel Rat) (1993)

Книга-игра
- Стань Стальной Крысой (You can be the Stainless Steel Rat) (1985)

### Серия «Билл, герой Галактики»
- Билл, герой Галактики. (Bill, the Galactic Hero) (1965)
- Билл, герой Галактики: На планете роботов-рабов. (Bill, the Galactic Hero: On the Planet of the Robot Slaves) (1989)
- Билл, герой Галактики: На планете бутылочных мозгов. (Bill, the Galactic Hero: On the Planet of Bottled Brains (1990). Написано в соавторстве с Робертом Шекли (Robert Sheckley))
- Билл, герой Галактики: На планете непознанных развлечений. (Bill, the Galactic Hero: On the Planet of Tasteless Pleasure (1991). Написано в соавторстве с Дэвидом Бишофом (David Bischoff))
- Билл, герой Галактики: На планете вампиров-зомби. (Bill, the Galactic Hero: On the Planet of Zombie Vampires (1991). Написано в соавторстве с Джеком Холдменом II (Jack Haldeman II))
- Билл, герой Галактики: На планете десяти тысяч баров. (Bill, the Galactic Hero: On the Planet of Ten Thousand Bars (1991). Написано в соавторстве с Дэвидом Бишофом (David Bischoff))
- Билл, герой Галактики: Последнее злополучное приключение. (Bill, the Galactic Hero: The Final Incoherent Adventure! (1992). Написано в соавторстве с Дэвидом Хэррисом (David Harris))
- Билл, герой Галактики отправляется в свой первый отпуск. (Повесть)

### Серия «К звёздам»
Также издавалась под наименованием «Звёзды — последний шанс».
- Мир Родины (Homeworld) (1980)
- Мир на колёсах (Wheelworld) (1981)
- Возвращение к звёздам (Starworld) (1981)

### Серия «Брайон Бренд»
- Планета проклятых (Чувство долга) (Planet of the Damned (Sense of Obligation)) (1962)
- Планета, с которой не возвращаются (Planet of No Return) (1981)

### Серия «Тони Хокин»
- Месть Монтесумы (Montezuma’s Revenge) (1972)
- Месть Королевы Виктории (Queen Victoria’s Revenge) (1974)

### Серия «Звёзды и полосы»
- Кольца анаконды (Stars and Stripes Forever) (1998)
- Враг у порога (Stars and Stripes in Peril) (2000)
- В логове льва (Stars and Stripes Triumphant) (2002)